# Soroud-e Melli-e Jomhouri-e Eslami-e Iran
"Sorude Mellije Džomhurije Eslamije Iran" é o hino nacional do Irão.  Foi composto por Hassan Riahi, a partir de um poema de vários autores. O hino foi adoptado em 1990, substituindo o hino usado durante o regime de Ayatollah Khomeini.